# الهيئة السعودية للمراجعين والمحاسبين
الهيئة السعودية للمراجعين والمحاسبين هي هيئة سعودية مهنية تأسست سنة 1992، وهي مكونة من أعضاء مهنيين يصل عددهم إلى أكثر من 100 ألف عضو. تقوم من خلال المعارف والمهارات المتوفرة لديها بريادة مهنة المحاسبة والمراجعة والإشراف عليها بالمملكة العربية السعودية، وتسعى لتزويد كافة الأطراف ذات العلاقة والاهتمام برؤية ثاقبة وفهم متعمق لهذه المهنة. يقع مقر الهيئة في العاصمة السعودية الرياض، ولها مكاتب تابعة في جدة والدمام.
تخضع المعارف والإرشادات التي يقدمها أعضاؤها لأقصى حد من الالتزام بالمعايير المهنية والفنية والأخلاقية. تعمل الهيئة السعودية للمحاسبين القانونيين لتطوير ودعم الأفراد والمؤسسات والمجموعات المختلفة ذات العلاقة بالعمل التجاري، بهدف تزويدها بما يلزم لتحقيق القدرات الاقتصادية التي تمكن منشآتها من الاستمرار في العمل على المدى الطويل.

## التاريخ
تم إنشاءها باسم «الهيئة السعودية للمحاسبين القانونيين»، في 27-07-1427 هـ صدر مرسوم ملكي برقم (م/59) بتعديل اسمها إلى «الهيئة السعودية للمراجعين والمحاسبين».

## الدور
- مراجعة وتطوير واعتماد معايير المحاسبة.
- مراجعة وتطوير واعتماد معايير المراجعة.
- وضع القواعد اللازمـة لامتحان الحصول على شهادة الزمالة، على أن يشمل ذلك الجوانب المهنية والعملية والعلمية لمهنة المحاسبة والمراجعة، بما في ذلك الأنظمة ذات العلاقة بالمهنة.
- تنظيم دورات التعليم المهني المستمر.
- وضـع التنظيم المناسب للرقابة الميدانية للتأكد من قيام المحاسب القانوني بتطبيق معايير المحاسبة والمراجعة والتقيد بأحكام هذا النظام ولوائحه.
- إعداد البحوث والدراسات الخاصة بالمحاسبة والمراجعة وما يتصل بهما.
- إصدار الدوريات والكتب والنشرات في موضوعات المحاسبة والمراجعة.
- المشاركة في الندوات واللجان المحلية والدولية المتعلقة بمهنة المحاسبة والمراجعة.

## رؤية الهيئة
تتمثل رؤية الهيئة السعودية للمحاسبين القانونيين ورسالتها والقيم التي تسعى لتجسيدها على أرض الواقع في تحقيق اعتراف المجتمع عموما والمجتمع التجاري بصفة خاصة بالهيئة كرائدة بالمملكة العربية السعودية، لمهنة المحاسبة والمراجعة وكافة الشئون المالية ذات العلاقة على النحو الذي يضمن لهذا المجتمع ممارسة أعماله بكل ثقة واطمئنان.

## الخلفية التاريخية
حظيت المهنة منذ منتصف القرن الرابع عشر الهجري باهتمام المسئولين في المملكة العربية السعودية؛ فقد تضمن النظام التجاري الصادر بالمرسوم الملكي رقم 32 وتاريخ 1350/1/15 هـ (2/6/1931) بعض الأحكام التي تنظم مسك الدفاتر التجارية واثبات العمليات المالية، وألزم نظام الشركات الصادر بالمرسوم الملكي رقم م/6 وتاريخ 1385/3/22 هـ (22/7/1965) الشركات بإعداد قوائم مالية ومراجعتها من قبل محاسب قانوني مرخص؛ وتضمن نظام الشركات قواعد حول تعيين المحاسب القانوني وتحديد مسئولياته. وحدد قرار وزير التجارة الصادر برقم 422 لعام 1388هـ الموافــق 1968م بعض الشروط الواجب توفـرها لمن يرخص له بمراجعة الحسابات. واستمر العمل بهذا القرار حتى صدور نظام المحاسبين القانونيين الأول في عام 1395هـ الموافق 1974م والذي وضع النواة الأولى لتنظيم المهنة في المملكة وأوجد لجنة عليا للمحاسبة القانونية وأوكل إليها مهمة الإشراف على المهنة. وعملت عدة جهات في أوائل القرن الماضي على تطوير المهنة بما يواكب القفزة النوعية التي شهدتها المملكة. فقد بدأت جامعة الملك سعود في عام 1401هـ الموافق 1981 بعقد سلسلة من الندوات حول سبل تطوير المحاسبة في المملكة، وذلك لبحث وضع مهنة المحاسبة والمراجعة والتعرف على الأسباب التي تحد من نموها، بغرض وضع التوصيات اللازمة لتطويرها. كما وافق المجلس العلمي لجامعة الملك سعود في عام 1401هـ على إنشاء جمعية المحاسبة السعودية بغرض تنمية الفكر المحاسبي وتيسير تبادل الإنتاج العلمي والأفكار العلمية وإتاحة الفرصة للعاملين في مجالات اهتمام الجمعية للإسهام في حركة التقدم العلمي وتقديم المشورة والقيام بالدراسات اللازمة.

## نظام المحاسبين القانونيين
في عام 1991 وافق مجلس الوزراء السعودي على نظام هيئة المحاسبين القانونيين، وهو يتضمن 38 مادة تتعلق بتسمية الهيئة وحدود عملها وتكوينها، وشروط وإجراءات القيد والتسجيل في سجل المحاسبين القانونيين لدى وزارة التجارة، والتزامات المحاسب القانوني. إضافة إلى الجزاءات وأحكام عامة تنظيمية.

## اللائحة التنفيذية لنظام المحاسبين القانونيين
وفي عام 1994 صدرت اللائحة التنفيذية لنظام المحاسبين القانونيين بـ 15 مادة تحدد متطلبات التسجيل في سجل المحاسبين القانونيين، واشتراطات مكاتب المحاسبين القانونيين، والشركات والمؤسسات الفردية. إضافة إلى ضوابط ممارسة المحاسب القانوني لأعمال أخرى، والحسابات التي لا يجوز للمحاسب مراجعتها، والبيانات التي ينبغي عليه تزويد الهيئة بها. والإجراءات العملية في حال عمل المحاسب كمنفرد أو ضمن شركة، وما يختص بتوقفه عن العمل، وإمكانية التعاون مع المحاسبين القانونيين غير السعوديين.

## الحوكمة
تدار الهيئة السعودية للمحاسبين القانونيين عبر مجلس إدارة وجمعية عمومية، ولمجلس الإدارة أن يدخل التعديلات على نظام المحاسبين القانونيين، ويقترح اللوائح والأنظمة والقرارات اللازمة للتنفيذ، ويعد النظام الداخلي للهيئة، ويصدر اللوائح المالية الإدارية ويحدد السنة المالية. كما يعمل مجلس الإدارة على مراجعة وتطوير واعتماد معايير المحاسبة والمراجعة، ويحدد الاشتراكات المقررة على الأعضاء وآلية تحصيلها. وهو ينظم الاختبارات الملزمة لحصول شهادة الزمالة، والتي تشكل الجوانب المهنية والعلمية والعملية لمزاولة مهنة المحاسبة والمراجعة. ويملك مجلس الإدارة صلاحية تعيين أمين عام الهيئة ونائبه وفق الشروط المحددة، وتقع على عاتقه مهمة تشكيل اللجان الفنية كلجان معايير المحاسبة والمراجعة، مراقبة جودة الأداء المهني، الاختبارات والترشيحات، التعليم المستمر، ولجنة سلوك وآداب المهنة.
أما الجمعية العمومية فمن شأنها أن توافق على النظام الداخلي للهيئة، وتقر خطة العمل السنوية المقدمة من مجلس الإدارة، والميزانية السنوية للهيئة وحساباتها الختامية، وتعتمد تقريره السنوي عن نشاطها. وتنتخب الجمعية العمومية ممثلي المحاسبين القانونيين، وتناقش مايأتي على جدول أعمال الهيئة من أمور تتعلق باهتماماتها أو نطاق عملها.

## مشاريع الهيئة

### مشروع التحول إلى معايير المحاسبة والمراجعة الدولية
في عام 2011 اعتمد مجلس إدارة الهيئة مشروع يقضي بالتحول لمعايير المحاسبة الدولية، وهو يتضمن إجراءات تنفيذية لكل معيار من معايير المحاسبة والمراجعة، يتم تفعيلها على مراحل تمتد إلى 5 سنوات، ومتابعة الإصدارات الجديدة للمعايير وإجراء التعديلات اللازمة. إلى جانب تحديد المنشآت التي تطبق عليها معايير المحاسبة المتوافقة مع المعايير الدولية، والمحاسبة عن المعاملات المتوافقة مع الشريعة الإسلامية والمراجعة الشرعية.

### مشروع المعايير المحاسبية للمنظمات غير الهادفة للربح
شكلت الهيئة لجنة معايير المحاسبة لتعمل على إعداد وتطوير معايير المحاسبة التي يتوجب على المنشآت الالتزام فيها عند إعداد قوائمها المالية. وعملت الهيئة مدعومة من مؤسسة سليمان بن عبدالعزيز الراجحي  الخيرية، على إعداد المشروع عبر وضع الإطار النظري الذي يحدد أهداف القوائم المالية للمنظمات غير الربحية، ودراسة واقعها العملي، إضافة لعمل التحليلات والمقارنات لأفضل الممارسات المحاسبية لتحديد الأفضل منها والملائم لبيئة السعودية. وعلى إثر ذلك أعد مشروع بيان أهداف ومفاهيم القوائم المالية للجهات غير الهادفة للربح، ومشروع معيار العرض والإفصاح في القوائم المالية للجهات غير الهادفة للربح، ومشروع معيار التبرعات. وفي عام 2012 أصدرت الهيئة السعودية للمحاسبين القانونيين قرار باعتماد المعايير المحاسبية للجهات غير الهادفة للربح.

## وصلات خارجية
- موقع الهيئة السعودية للمحاسبين القانونيين
- عنوان الهيئة على تويتر
- عنوان الهيئة على اليوتيوب